# 共生システム理工学研究科
共生システム理工学研究科（きょうせい-りこうがくけんきゅうか）は、これまでの学問体系を超えて理学･工学･社会科学を融合し「人･産業･環境」の共生について科学する新しい日本の大学院研究科。
福島大学大学院に設置されている。共生システム理工学専攻として、人間・機械システム、社会システム、環境システム、数理・情報科学、物質化学などの分野について研究を行う。

## 福島大学大学院
福島大学大学院共生システム理工学研究科はつぎのとおり。
博士前期課程 共生システム理工学専攻
- 数理・情報システム分野 - 数理科学・情報科学・経営工学を基礎として、高度情報化社会に適応でき数理科学やITを基盤に、現代の科学技術の進展や技術革新、社会経済の急激な変化に対応し、課題解決をめざした研究など
- 物理・メカトロニクス分野 - 物理学、機械工学、電気電子工学、制御工学を基礎とし、生活に役立つものづくりに必要な設計思想と製作技術、新機能を持つデバイスなどの要素技術や新たな測定手法、ロボティクスや生体工学における制御技術・情報技術などの開発を通して物事・ヒト・現象などをシステムとしてモデル化する方法を探究など
- 物質・エネルギー科学分野 - 工業化学、材料工学、化学工学、エネルギー工学を基礎とする物質・エネルギー科学分野の研究持続循環型社会の構築への寄与をめざし、高機能・高付加価値で環境負荷の少ない材料、無機・有機それぞれにおける新たな物質の創製、新機能の発現をめざし、省資源・省エネルギーの製造方法探求、エネルギー技術に関する革新的研究・実証的研究、放射性物質の高度分析・汚染土壌に関する研究など
- 生命・環境分野 - 保全および分子生態学　生物学（植物分類学、生物生態学、年輪年代学　微生物学　昆虫の比較形態学、地域の昆虫相・カニムシ相）地学（地質学、火山地質学、第四紀学）気象学（気象学、応用気象学）水文学（流域水文学　地下水盆管理学、水文地質学、応用地質学）などの理学系から建設農業環境工学系（河川工学、自然災害科学　都市計画、まちづくり　環境計画、環境システム工学　サウンドスケープ）や心理学（精神生理学、睡眠科学　実験心理学、神経科学、災害心理学　神経生理学、睡眠生理学）などを軸に研究を展開。生物多様性の調査・保全、人間の心理・生理的仕組みから自然災害の予測、防災と人間活動が環境に及ぼす影響の解明研究など

博士後期課程 共生システム理工学専攻
- 共生機械システム領域 - 次世代の人と機械の共生関係を実現にむけて、理解科学、メカトロニクス、情報・コンピュータ科学に関する高度な研究・教育など
- 産業共生システム領域 - 資源の材料・エネルギーなど工学技術、数理情報基礎、産業政策と環境経済、技術経営（MOT）、経営情報システム、生産管理とロジスティクスシステムに関する研究・教育など
- 環境共生システム領域 - 環境にかんして保全・浄化技術の実践的開発と改善した環境管理・環境計画に関する研究・教育など

修士課程 (2019年4月開設)　環境放射能学専攻
中長期的視点をもって人工および天然放射性核種の環境中の動態を解明し計測、モニタリング計画、制御、予測、評価などに総合的環境防護、予測評価、環境修復、廃炉、中間貯蔵、浄化などの解決と学術的な発展をめざし生態学・モデリング・計測の3つの分野における研究に取り組む。
- 生態学分野 - 生態学、生物学を基礎とする放射生態学分野の研究など
- モデリング分野 - 地球科学、現象数理学を基礎とする放射性物質の動態を解明、モデル化するための研究など
- 計測分野 - 化学、物理学、機械工学、電気工学を基礎とする放射能計測分野の研究など